# Tranway Rural Reconquista
| Tranway Rural Reconquista                                             | Tranway Rural Reconquista |
| --------------------------------------------------------------------- | ------------------------- |
| Ein Zug mit fünf Tannin-Kesselwagen Die Orenstein & Koppel Lokomotive |                           |
| Streckenlänge:                                                        | 15 km                     |
| Spurweite:                                                            | 1000 mm (Meterspur)       |
|                                                                       |                           |

Die Tranway Rural Reconquista war eine von einer Aktiengesellschaft betriebene Meterspurbahn bei Reconquista in der Provinz Santa Fe in Argentinien.

## Geschichte
Die Sociedad Anónima Tranway Rural Reconquista wurde am 30. Juni 1913 von Geschäftsleuten aus Reconquista gegründet. Sie wurde später in Sociedad de Fomento del Norte de Reconquista umbenannt. Ihr erster Präsident war Froilán Diez.

## Bau
Die Gleise aus Stahlschienen mit einem Metergewicht von 17 kg/m wurden mit einer Spurweite von 1000 mm auf Holzschwellen verlegt.

## Streckenverlauf
Die Strecke verlief von Reconquista zum 15 Kilometer entfernt liegenden Hafen Puerto Reconquista. Die Strecke begann am Bahnhof der Ferrocarril Santa Fe und führte über die Calle Patricio Diez zum Barrio La Cortada, der nach einem Einschnitt benannt ist, durch den die Bahnstrecke führte. Von dort verlief sie ohne größere Höhenunterschiede aber über zum Teil mehr als 5 m hohe Holzbrücken wohl geradlinig nach Süden und dann nahezu geradlinig nach Südosten zum Hafen.

## Schienenfahrzeuge
Die Bahn wurde unter anderem mit zwei Dampflokomotiven betrieben, die die Betreibergesellschaft 1924 von der Nationalregierung mietete:
| Bauart  | Hersteller         | Werks-Nr. | Baujahr | Vorbesitzer                                                             |
| ------- | ------------------ | --------- | ------- | ----------------------------------------------------------------------- |
| C n2t   | Orenstein & Koppel | 207       | 1910    | Ferrocarriles del Estado und ein Bauunternehmer aus Santiago del Estero |
| B’B n4v | Fives-Lille        | 59        | 1890    | Ferrocarril San Cristóbal a Tucumán                                     |

## Stilllegung
Der Bahnbetrieb wurde 1943 wegen Zahlungsunfähigkeit eingestellt und die Schienen zur Verschrottung abgebaut. Ein Teil des Bahndamms und einige Brücken sind noch erhalten.